# Johann Gottfried Berwald den äldre
Johann Gottfried Berwald, född 1679 (döpt 27 augusti), död 8 april 1732, var en tysk musiker, som liksom sin far Daniel Berwald i tyska musiksläkten Berwald var ”Kunstpfeiffer” i Königsberg in der Neumark.